# Rubovietnamia
Rubovietnamia es un género con dos especies de plantas  perteneciente a la familia Rubiaceae. Es originario del sur de China hasta Indochina.

## Taxonomía
El género fue descrito por Deva D. Tirvengadum y publicado en Biogeographica: Compte-rendu des seances de la societe de biogeographie 74(4): 166–168, figs. 4, 5, 6. 1998.

## Especies aceptadas
A continuación se brinda un listado de las especies del género Rubovietnamia aceptadas hasta mayo de 2015, ordenadas alfabéticamente. Para cada una se indica el nombre binomial seguido del autor, abreviado según las convenciones y usos.	
- Rubovietnamia aristata Tirveng.
- Rubovietnamia nonggangensis F.J.Mou & D.X.Zhang